# インドネシア鉄道BB301形ディーゼル機関車
BB301形ディーゼル機関車（ビービー301がたディーゼルきかんしゃ、インドネシア語：Lokomotif BB301）は、インドネシアのディーゼル機関車。クルップ社が製造したM1500BB形の、クレタ・アピ・インドネシア（インドネシア鉄道会社、PT.KAI）における形式である。

## 概要
エンジン出力は 1,010 kW (1,350 hp)、重量は52トン（51ロングトン、57ショートトン）である。旅客列車または貨物列車の運行に使用される。最高速度120 km/h (33 m/s)で走行でき、B'B'車軸である。つまり、この機関車には2つの台車があり、各台車には互いに接続された2つの駆動車軸がある。
当形式はBB304形の兄弟機であり、「Krupp M1500BB」をベースに設計された。ただしBB301 51-55号機を除いた車両では、乗務員室のドアに窓がない。垂直な長方形の形をしたラジエーターの冷却口が2つあるのが特徴である。

## 歴史

### 導入初期（1964年 - 1995年）
BB301形は、1964年に10両が導入され運行を開始した。その後、1965年に35両、残りの5両が1970年に納入され、全50両となった。運転室が2つあり、最高速度120km/h  (33 m/s) まで対応する。PNKA- PJKA（現在のインドネシア鉄道会社）の10年間は、1964年から1995年まで優等列車や急行列車の牽引に使われPJKAの最盛期の象徴となった。当時運行していた急行列車は、パラヒャンガン号、ビンタン・センジャ号、ジャジャ号、バンドン・エクスプレス、ビマ号、プルバヤ号、トゥマペル号であった。
BB301形は、ジャワ島の主要鉄道路線であるジャワ北幹線 (ジャカルタ - チルボン - スマラン - スラバヤ) とジャワ南幹線 (ジャカルタ - バンドン - ジョグジャカルタ - スラバヤ) で列車を牽引する主力機関車となり、1970年代から 1980年代にかけてインドネシア鉄道の象徴となった。北スマトラ州にも投入され、メダン・ランタウプラパット地域で燃料やパーム油を積んだボイラー車の貨物輸送にも使用された。 1976年から1984年にかけて、兄弟機であるBB304形も導入され、BB301形および電気式ディーゼル機関車（BB203形など）と共に運用された。
特に、1964年から1965年に製造された車両にはMTUフリードリヒスハーフェンの発電機が採用され、1970年（クラウス・マッファイ）にはMTU-MD 12V 538 TB10 が使用された。その後、1984年から1988年には、これらの数両が機器交換を受けたり、エンジンを最新型に変更し耐用年数を延ばしたため、当初MTUフリードリヒスハーフェンのエンジンを使用していたBB301機関車は、エンジンがMTU-MD 12V 538 TB10に交換された。

### 定期運行終了まで（1995年 - 現在）
1995年以降は運用を徐々に縮小され、機関区から近距離列車や、貨物列車牽引車、入換車として使用された。CC201形やCC203形などの電気式ディーゼル機関車が増備されていたことによるものである。ジャワ島では、バンドン (BD)、マディウン (MN)、シドトポ (SDT)、ジェンベル (JR) 機関区に配置されていた。牽引されていた列車には、チアンジュラン・ローカル列車、ペナタラン線、ラピ・ドーホ線、パンダンワンギ線、プロボワンギ線が含まれている。しかし、当時はスリ・タンジュン号やムティアラ・ティムール号などの中長距離列車もBB301形によって牽引されることも多く、2000年代初頭までは活躍の場が広かった。
しかし、インドネシア鉄道会社（Perumka→PT.KAI）は、電気式ディーゼル機関車の導入と統一を進めていく方針であり、BB301形は運用から離脱していくこととなった。2013年にCC206形が大量に増備されて以来、BB301形全車両が、既存のCC201形、CC203形、CC206形による置換えが可能となり、機関車の整備保守コストの削減ができることが考慮された。北スマトラ州のBB301形も全車両が運行を離脱している。
2018年時点では、動態可能なBB301形はマディウン機関区所属のBB301 25号機のみであったが、入換業務に限られており長距離を走行する場合は別の機関車に牽引してもらう必要があった。洪水警報のためスマラン・ポンコル機関区へ回送された。

## 配置
BB301形が全50両導入された (BB 301 46-50は存在しない)。鉄道事故や置き換えにより多くは運用を離脱している。運用されているのは 1両のみとなっている。
| 配置場所           | 配置場所 | 車両番号                     |
| 機関区名           | 電報略号 | 車両番号                     |
| ------------------ | -------- | ---------------------------- |
| スマラン・ポンコル | SMC      | BB 301 25 (BB 301 65 07) TSO |

情報：
- 上記の表に記載されているものを除くすべての BB301 機関車は現在は運用されておらず、一部は ジョグジャカルタ車両工場 、シドトポ機関区またはその他の場所に放置されているか、または廃車となっている。
- 現在は、BB 301 26号機が保存されており、 マディウンにあるインドネシア鉄道アカデミー (API)  に保管されている[2]。 ジョグジャカルタ市のBPTTダルマンプラセティオでは、 BB 301 33号機の機関士室の一部も展示されている[3]。
- 付番番号付は、2010年の運輸大臣規則第PM45号に基づく。
- BB 301 51-55号機には、BB304形と同様に乗務員室のドアにガラスが付いている。
- BB 301 25号機は現在でも運行可能な最後の機関車でマディウン駅での入換機として使用されていた。その後、スマラン・ポンコル機関区に転属し、現在は運用されていない。
- BB 301 27号機は、CC201 45号機の次に最も幽霊が出ると言われる機関車として有名であった[4]。

## ギャラリー

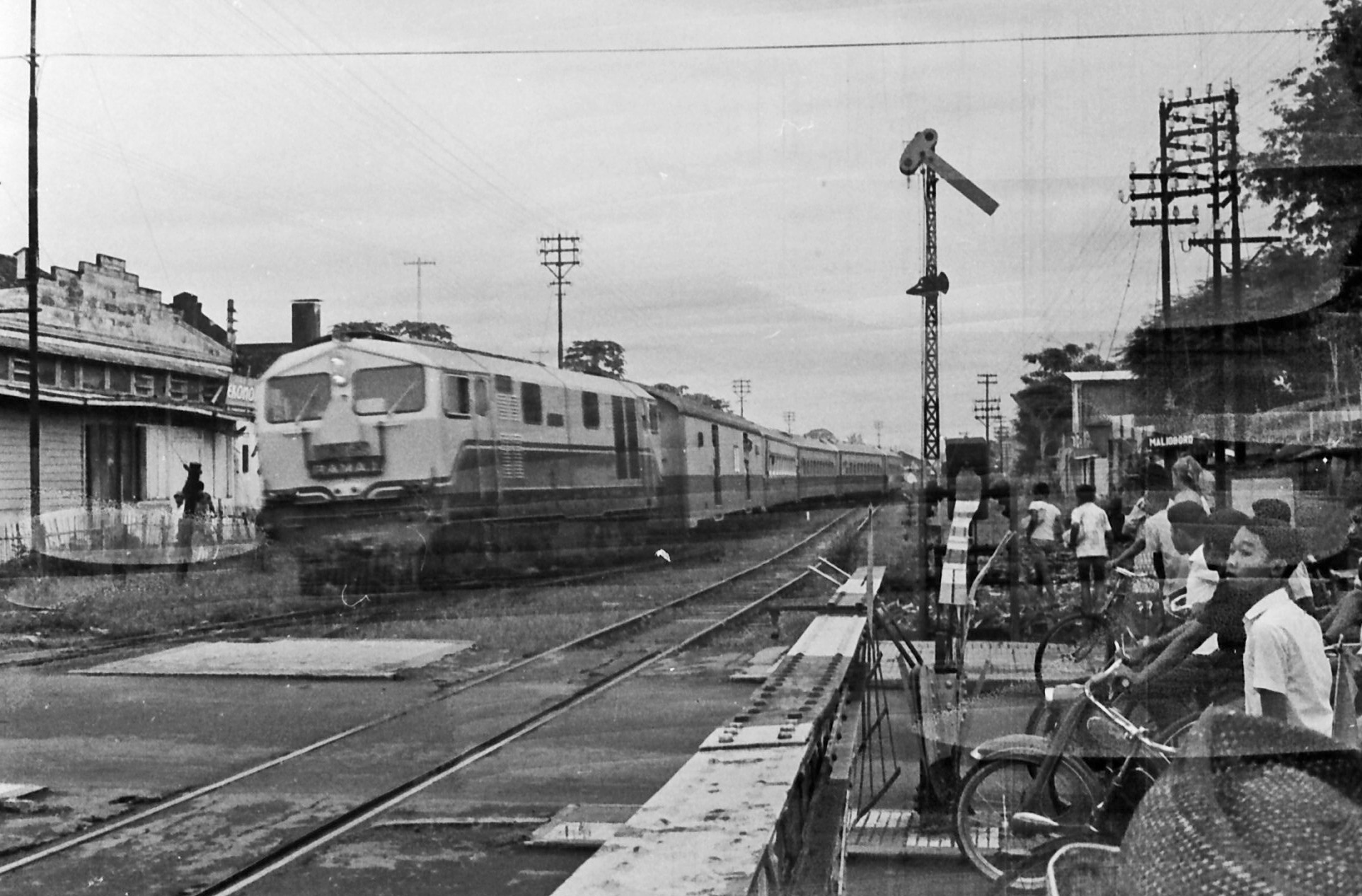
ジョキャ駅(1971年)
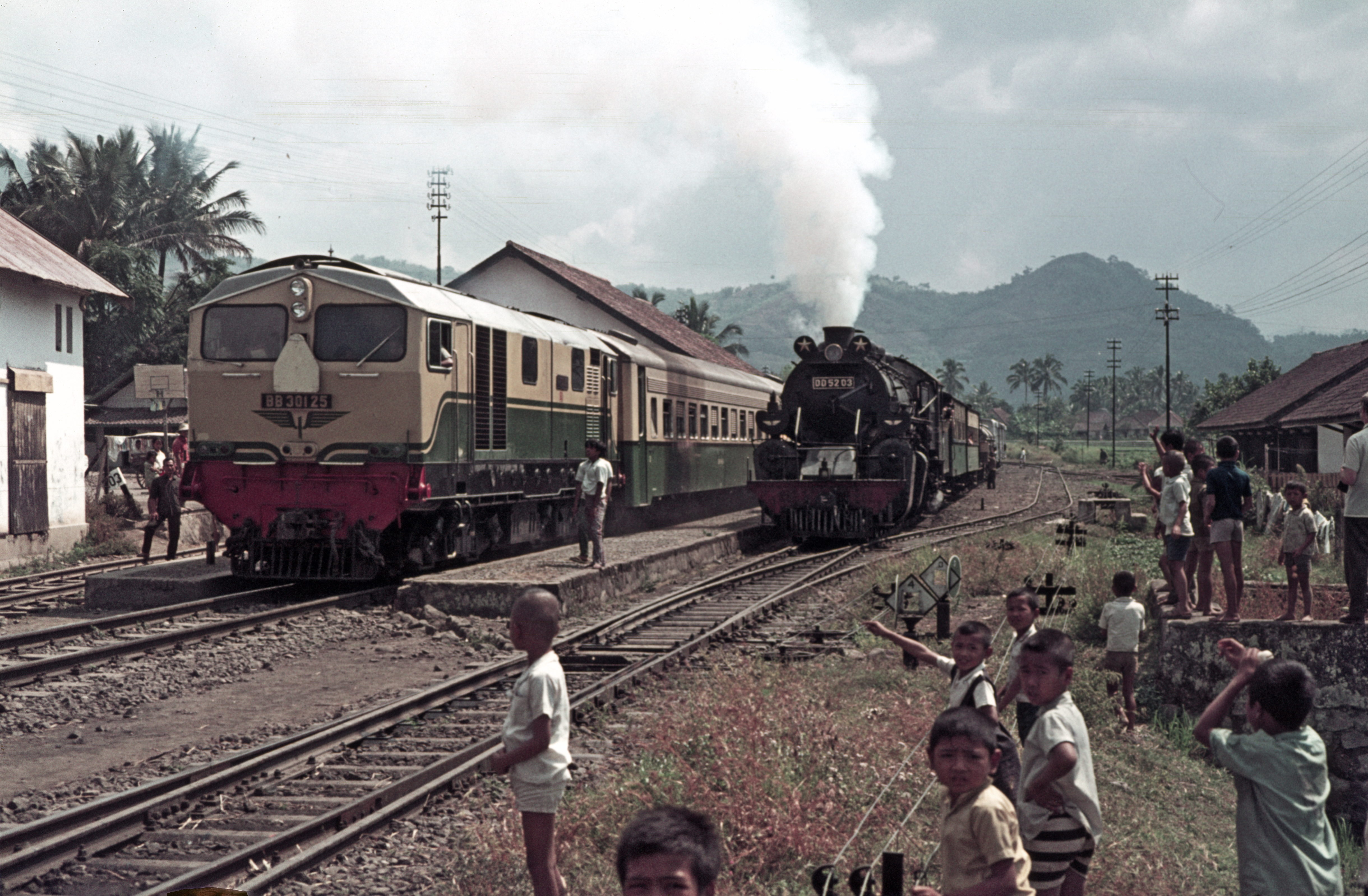
BB301 25号機と DD52 03号機（レレス駅、1972年）
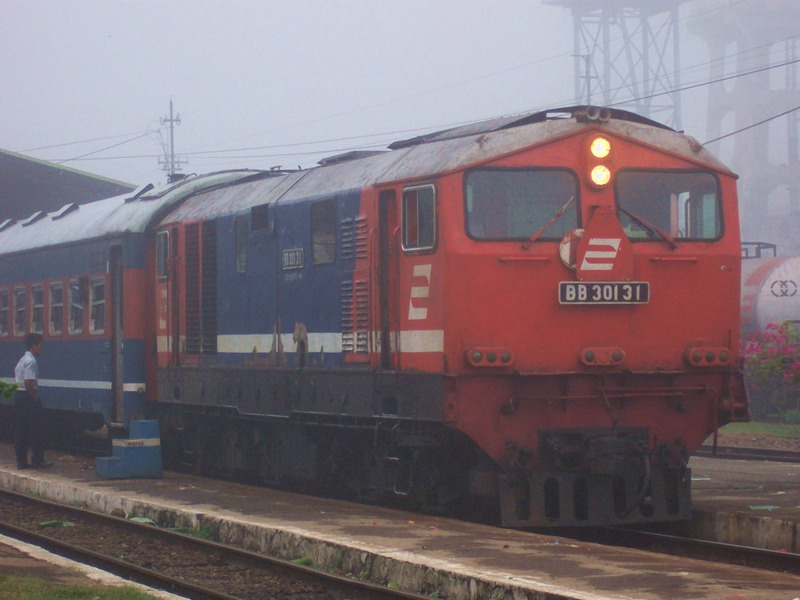
BB301 31号機（マディウン駅、2005年）
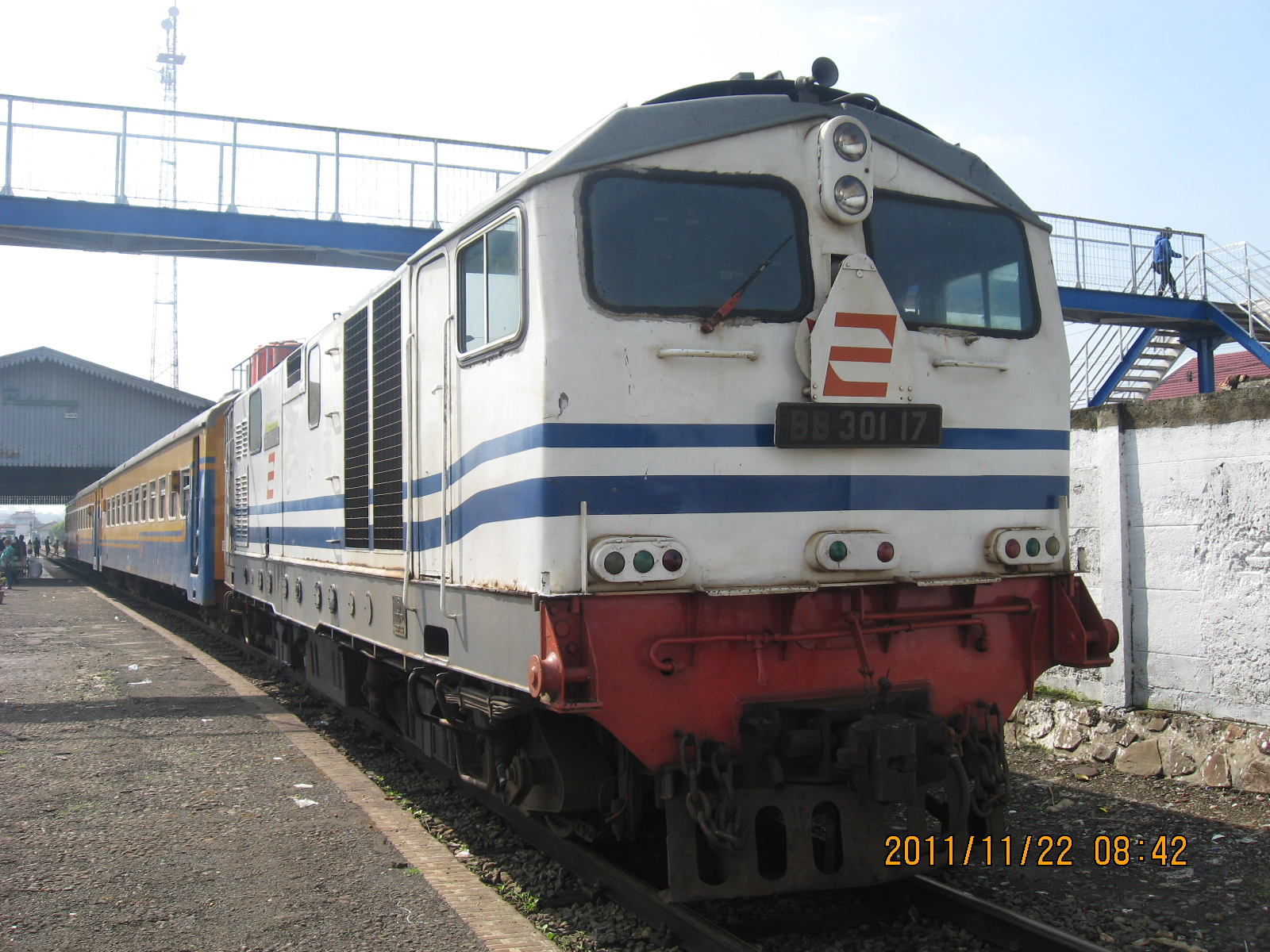
BB301 17号機（2011年）
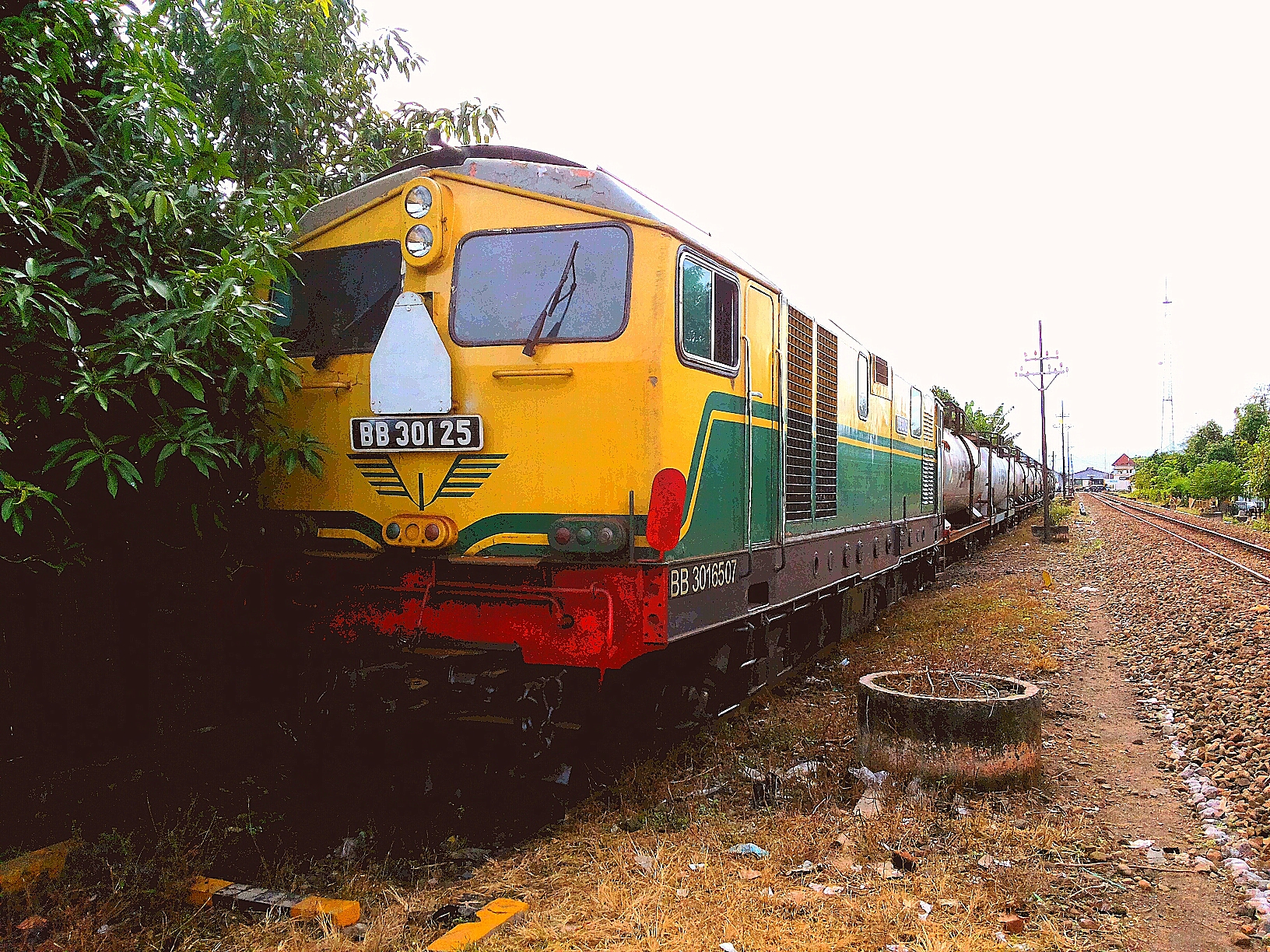
ボイラー貨物に使用されるBB301 25号機（2014年）